# (200228) 1999 UY20
(200228) 1999 UY20 es un asteroide perteneciente al cinturón de asteroides, descubierto el 31 de octubre de 1999 por el equipo del Spacewatch desde el Observatorio Nacional de Kitt Peak, Arizona, Estados Unidos.

## Designación y nombre
Designado provisionalmente como 1999 UY20.

## Características orbitales
1999 UY20 está situado a una distancia media del Sol de 2,644 ua, pudiendo alejarse hasta 3,046 ua y acercarse hasta 2,241 ua. Su excentricidad es 0,152 y la inclinación orbital 2,941 grados. Emplea 1570,35 días en completar una órbita alrededor del Sol.

## Características físicas
La magnitud absoluta de 1999 UY20 es 16,5.